# Виладосола
Виладосола (итал. Villadossola) је насеље у Италији у округу Вербано-Кузио-Осола, региону Пијемонт.
Према процени из 2011. у насељу је живело 6633 становника. Насеље се налази на надморској висини од 252 м.

## Становништво
| 1931. | 1936. | 1951. | 1961. | 1971. | 1981. | 1991. | 2001. | 2011. |
| ----- | ----- | ----- | ----- | ----- | ----- | ----- | ----- | ----- |
| 4.409 | 4.884 | 6.669 | 7.189 | 7.327 | 7.419 | 7.469 | 6.908 | 6.777 |